# The Piano (album)
Cet article concerne l'album d'Herbie Hancock. Pour le film de Jane Campion, voir La Leçon de piano "The Piano".
Albums de Herbie Hancock
An Evening With Herbie Hancock And Chick Corea in Concert
(1978) Feets, Don't Fail Me Now
(1979)
The Piano est le 27ième album de Herbie Hancock sorti en 1979.

## Titres
1. My Funny Valentine (Richard Rodgers, Lorenz Hart) - 7:41
2. On Green Dolphin Street (Bronislau Kaper, Ned Washington) - 3:20
3. Someday My Prince Will Come (Frank Churchill, Larry Morey) - 4:37
4. Harvest Time (Hancock) - 4:47
5. Sonrisa (Hancock) - 3:44
6. Manhattan Island (Hancock) - 3:56
7. Blue Otani (Hancock) - 3:24

- Bonus de l'album paru en 2004

1. My Funny Valentine (version alternative) - 6:07
2. On Green Dolphin Street (version alternative) - 4:01
3. Someday My Prince Will Come (version alternative) - 5:13
4. Harvest Time (version alternative) - 5:15